# 西西里 (伊利諾伊州)
西西里（英語：Sicily）是位於美國伊利諾伊州克里斯蒂安縣的一個非建制地區。該地的面積和人口皆未知。

## 地理
西西里的座標為39°35′04″N 89°29′28″W / 39.58444°N 89.49111°W，而該地的平均海拔高度為183米（即600英尺）。